# IC 2009
IC 2009 — галактика типу IBm (змішана іррегулярна витягнута галактика) у сузір'ї Годинник.
Цей об'єкт міститься в оригінальній редакції індексного каталогу.